# Zweifarbiger Lacktrichterling
Der Zweifarbige Lacktrichterling (Laccaria bicolor) ist eine Pilzart aus der Familie der Heidetrüffelverwandten (Hydnangiaceae). Typisch an den Fruchtkörpern ist das untere Stielende, das mit einem ± deutlich kontrastierenden lila Myzelfilz bedeckt ist. Der Blätterpilz ist weltweit in den Nadel- und Laubwäldern der gemäßigten Klimazone verbreitet. In Mitteleuropa erscheinen die einzeln bis gesellig wachsenden Fruchtkörper von Juli bis Oktober.

## Merkmale

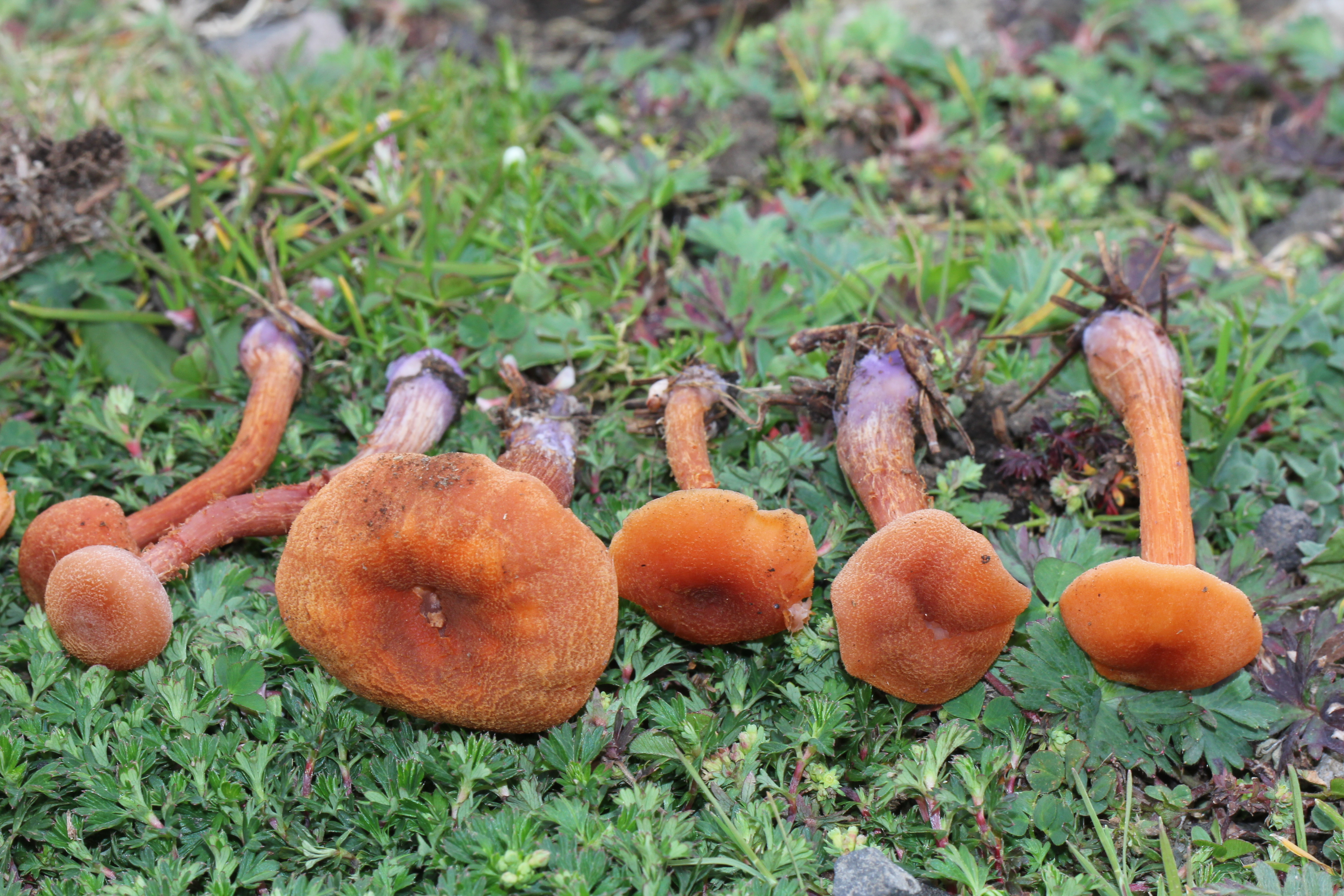
Liegende Fruchtkörper des Zweifarbigen Lacktrichterlings in unterschiedlichen Altersstadien mit Blick auf die Hutoberseiten

### Makroskopische Merkmale
Der 2–10 cm große, hellbraune Hut mit einer feinschuppigen Oberfläche ist zunächst gewölbt, später ausgebreitet. Die entfernt stehenden, untermischten und lila-rosa gefärbten Lamellen sind am Stiel angeheftet oder herablaufend. Das dünne Fleisch hat eine rosa-bräunliche Farbe.

### Mikroskopische Merkmale
Die 6–10 × 5–8 µm großen Sporen sind kugelig und haben einen etwa 1 µm langen Appendix.

## Artabgrenzung
Laccaria bicolor ähnelt stark dem Rötlichen Lacktrichterling Laccaria laccata, als dessen Unterart er ursprünglich galt.

## Ökologie und Physiologie
Der Zweifarbige Lacktrichterling bildet eine Ektomykorrhiza-Symbiose mit Pappel und verschiedenen Nadelbäumen, zum Beispiel mit Douglasie, Amerikanischer Rot-Kiefer, Banks-Kiefer und Schwarz-Fichte. Laccaria bicolor ist während dieser Symbiose ein karnivorer Pilz: Er scheidet ein Toxin aus, mit dem er im Boden lebende Springschwänze lähmt und tötet, um diese mit seinen Hyphen zu durchdringen. Dabei nimmt er Stickstoff-Verbindungen auf, mit denen er Bäume als Symbiose-Partner versorgt. Im Gegenzug erhält der Pilz von der Pflanze Glukose. In einem kultivierten Stamm von Laccaria bicolor wurden endosymbiontische Bakterien (Paenibacillus spec.) entdeckt, die womöglich die Nährstoffaufnahme und -verwertung verbessern. In Nährmedien stellen Ammonium und Nitrat die bevorzugten Stickstoffquellen dar, während die Aminosäure Glycin gleichzeitig als Stickstoff- und Kohlenstofflieferant genutzt wird. Weitere wichtige Kohlenstoffquellen sind Glukose, Maltose und Stärke, jedoch nicht Saccharose oder Galaktose.

## Molekularbiologie
Das im Jahr 2008 publizierte Genom von Laccaria bicolor hat eine Größe von 65 Millionen Basenpaaren und weist etwa 20.000 für Protein codierende Gene auf, daneben zahlreiche Transposone und repetitive DNA-Elemente. Es finden sich keine Gene für Enzyme, die pflanzliche Zellwände oder Saccharose abbauen können. Bestimmte Sequenzen deuten auf die Expression von Enzymen, die in einer saprotrophen Lebensphase Oligosaccharide tierischer oder bakterieller Herkunft verdauen können. Einige Gene für kleine sezernierte Proteine (small secreted proteins) werden zu Beginn und während der Symbiose stark induziert. Das zu dieser Gruppe gehörende Protein MiSSP7 spielt eine Schlüsselrolle bei der Initiierung der Mykorhizza: MiSSP7 wird als Reaktion auf pflanzliche Signalmoleküle aus den Pilzhyphen freigesetzt und von den Pflanzenwurzeln via Endozytose aufgenommen, wo es als Transkriptionsfaktor wirkt. Eine herabgesetzte Expression von MiSSP7 verhindert eine Symbiose zwischen Pilz und Pflanze.

## Verwendung
Der essbare Pilz hat keinen hohen Speisewert. In der Forstwirtschaft, zum Beispiel im Douglasienanbau in Frankreich, wird das Mycel von Laccaria bicolor zur Verbesserung des Pflanzenwachstums dem Bodensubstrat von Baumkeimlingen hinzugefügt, mit denen eine Mykorrhiza gebildet werden kann. Dabei bewirkt eine Mykorrhiza-Symbiose mit Laccaria bicolor bei Douglasien-Keimlingen eine Verdreifachung der Biomasse. Gleichzeitig ist die pflanzliche Phosphor- und Kaliumaufnahme erhöht.